# 藤田こずえ
藤田 こずえ（ふじた こずえ、2001年5月20日 - ）は、日本のAV女優、アイドルである。神奈川県出身。プライムエージェンシー→GG所属。

## 略歴
2020年9月25日、イメージビデオ『キミ、10代、恋の予感』で着エロ系アイドルとしてデビュー。
2021年2月5日、AV女優としてデビューすることをツイッターで発表。
転向のきっかけはレンタルビデオ店でアルバイトした際に、バイト価格で借りたことを挙げている。
デビュー時の芸名は「藤田梢」であったが、読めない人がいるかもしれないとひらがな表記となった。
2021年8月にS1 NO.1 STYLEを卒業。コンジローマ感染による休養を経て、2022年2月よりATTACKERS専属。同年9月より企画単体女優となる。
2022年12月1日、DMM GAMES「クリムゾン妖魔大戦 新キャラクター声優公開オーディション」にエントリー。
2024年、「藤田ゆず」への改名を発表。こずえは着エロメーカーからもらった名前で知名度のあるエスワン専属時代の名前でもあり愛着も強かったが、キャリア5年目を迎え自分の考えた芸名で企画単体女優として活動していきたいという考えから改名に至った。撮影済みの作品などもあるので当面は2種の芸名が混ざった状態になる予定。
2025年2月8日、9日には台湾で開催された「TOP女神台北感謝祭」に招かれ参加した。

## 人物
- 趣味はサッカー観戦で、横浜FCと大分トリニータのサポーター[4]。父がサッカー好きだったため、小さい頃からよく観ていた[4]。大分トリニータは、祖父母の家があることと出生地が大分県であることから[13]。
- 特技はヴァイオリン、バイブオナニーでの潮吹き[2]。初めてのオナニーは中学1年生の頃[4]。
- 憧れの人物は上原亜衣、蒼井そら。現役女優では乙白さやか、潮美舞[4]。男性芸能人では玉木宏、ななまがり・森下直人[4]。
- 性感帯は足の裏[14]。ライターのヘルス侍は「スーパー敏感ボディ」とたとえ、本末ひさおは「壊れた水道管のようにバシャバシャ吹きまくる」潮吹きがおすすめと論評している[15]。
- 自毛は茶色である。高校時代や着エロ時代は黒染していた[16]。
- 2022年4月時点で大学3年生である[17]。

## 出演作品

### アダルトビデオ
- 新人NO.1STYLE 藤田こずえAVデビュー（3月7日、S1 NO.1 STYLE）[18]
- 桁外れの極エロ19歳 着エロアイドル藤田こずえ 絶叫! 感涙! 絶頂! めちゃイキ! 初体験3本番スペシャル（4月7日、S1 NO.1 STYLE）
- 交わる体液、濃密セックス 完全ノーカットスペシャル 藤田こずえ（5月7日、S1 NO.1 STYLE）[19]
- 激イキ201回! 痙攣6320回! イキ潮4700cc! 桁外れの早漏ボディ エロス覚醒 はじめての大・痙・攣＆大洪水スペシャル 藤田こずえ（6月7日、S1 NO.1 STYLE）
- 死ぬほど大好きな中年オヤジ4人と制服着たまま戯れる背徳3本番と濃厚おしゃぶり 藤田こずえ（7月7日、S1 NO.1 STYLE）
- 【※異常なる大絶頂】エロス最大覚醒! 性欲が尽き果てるまで怒涛のノンストップ本気性交 藤田こずえ（8月7日、S1 NO.1 STYLE）
- 相部屋NTR 絶倫上司と新入社員が朝から晩まで、不倫セックスに明け暮れた出張先の夜 藤田こずえ（9月14日、S1 NO.1 STYLE）
- おま●こがバカになるまで怒涛の追撃ピストン! 失禁アクメ潮ダダ漏らし媚薬キメセク 藤田こずえ（10月12日、S1 NO.1 STYLE）
- 着エロ撮影と騙してスタッフ全員で輪●されザーメンまみれにされた青春レ●プ 藤田こずえ（11月9日、S1 NO.1 STYLE）

- 新 奴隷捜査官9 マニアの標的（3月1日、アタッカーズ）
- 条件付き物件、ご案内いたします 罠に堕ちた女子大生 藤田こずえ（4月5日、アタッカーズ）
- 今日もどこかで人知れず、オフィスレディーが鬼畜上司の玩具にされている。 藤田こずえ（5月3日、アタッカーズ）
- なんで私がこんな目に… 堀中未来（6月7日、アタッカーズ）※主演は堀中未来。藤田は脇役として出演。
- 女子●生 哀願調教 藤田こずえ（7月5日、アタッカーズ）
- チャリに乗れない淫キャ制服校生こずえのち〇ぽ乗り回し（8月2日、アタッカーズ）
- 隣人J●盗撮・ツキマトイ ～1000日間の記録～（9月2日、DOC）
- 美白美少女の連れ子とイタズラ温泉旅行（9月9日、ま○こ銀行）
- 部屋連れ込み隠し撮りSEX そのまま勝手にAV発売 12（9月16日、DOC）
- キメセク乳首イキ近親相姦 大嫌いな兄に毎日異常なまでに乳頭をこねくりまわされ乳首快感を覚えさせられたワタシ 藤田こずえ（11月15日、ディープス）
- 両親の居ない日、僕は妹と精子が枯れるまで1日中ヤリまくった。 藤田こずえ（11月25日、TMA）
- 厳格な家庭で抑圧されて育った一人娘が潮を吹き乱しながらハメまくる 媚薬漬け開運占術 藤田こずえ（12月13日、レアルワークス）

- 父親に犯●れる娘の近親相姦 藤田こずえ（1月27日、I.B.WORKS）
- 家出少女とオジサンの小さな恋の物語 藤田こずえ（2月20日、プラネットプラス）

- 巡察レディのお仕事～街中非行少年更生精子回収を行う24時間～（8月21日、SODクリエイト）

### VR
- 藤田こずえを完全独占! 人気AV女優が僕だけに見せる素顔&イキ顔 最高の密着距離でひたすらSEXに没頭する究極同棲VR（2021年8月5日、S1 NO.1 STYLE）
- 【VR】相思相愛なデレデレ同級生彼女とプールの授業を抜け出して、濡れ髪、濡れボディのまま間近で クッソかわいい幼な顔を感じながら、 キスしまくり青春スク水えっち。藤田こずえ（2021年9月18日、SODクリエイト）
- 【VR】【8K】「せんせいしか私を必要としてくれない…」クラスの訳アリ地味子に手を出したけどくっそヤンデレで逆に俺がおどされている 藤田こずえ（2025年2月10日、SODクリエイト）

### イメージビデオ
- キミ、10代、恋の予感（2020年9月25日、スパイスビジュアル）
- 恋するおっぱい と 敏感あぶのーまる!（2020年11月27日、スパイスビジュアル）
- ヘアーヌード 藤田こずえ（2022年6月26日、スパークビジョン）
- エッチな小悪魔学園　雨音ゆき（2024年6月21日、デジプラン）[20]
- エッチな小悪魔学園運動部　雨音ゆき（2024年8月16日、デジプラン）

## 出版物

### デジタル写真集
- ヘアーヌード 藤田こずえ（2022年4月29日、スパークビジョン）

### 雑誌
- 実話BUNKAタブー 2021年1月号（コアマガジン）- グラビア「全集中 / 藤田こずえ」
- 月刊FANZA 2021年4月号（ジーオーティー）- インタビュー「HATSUMONO!」

## 出演

### テレビ
- ビ～チ9（2021年5月、テレビ埼玉） - マンスリーゲスト
- こずえとひかげ（2023年8月9日公開収録、9月17日放送、エンタ!959）[21]
- 消せない「私」-復讐の連鎖-（2024年2月10日、日本テレビ） - ひとみ 役

### 映画
- 人妻怪談 淫欲むせび泣き（2025年8月1日、オーピー映画、監督：山内大輔）

### イベント
- 楽演祭 vol.20 夏休みSP（2022年8月31日、東京・池袋LIVE INN ROSA）[22][23]

### CM
- ツーショットダイヤル・ハニーライングループ（2024年）イメージモデル